# Poecilopharis angulicollis
Poecilopharis angulicollis är en skalbaggsart som beskrevs av Paul Norbert Schürhoff 1935. Poecilopharis angulicollis ingår i släktet Poecilopharis och familjen Cetoniidae. Utöver nominatformen finns också underarten P. a. penicillata.